# Термецу
Термецу (або Тармацу, Термацу, Тормас; середньогрецькою Termadzusz, Tερματζους) — син Тевелі, онук Тархачі та правнук князя Арпада. Близько 948 року він представляв князівську династію в делегації, яка відвідала Імперію ромеїв на чолі з гаркою Булчу. Ймовірно, він спілкувався з Костянтином VII Багрянородним. Розповідь імператора Костянтина про угорців міститься у його праці Про управління імперією. Ймовірно, саме тоді в Константинополі Термецу прийняв хрещення й отримав від імператора титул «друг» — третій найвищий титул, який надають іноземним князям.
За словами Дьєрдя Дьорфі, лише дві з чотирьох гілок нащадків Арпада пережили поразку при Аугсбургу 955 року неушкодженими: син Золти Такшонь та онук Таргачі Термацу. Син Юташа, Файс та онук Єлека, Леле, які були там, були ослаблені у військовій частині та були змушені відійти від влади. Відповідно до Гомана і Дьорфі, ймовірно, що Коппань належав до гілки Тархачі і що його батько — Тар Зерінд — був молодшим братом Термецу.
Його кочовище, яке можна ідентифікувати як Тормас, було в Бараньї та Тольні. Поселення гілки Тархачі–Тевелі–Термецу — Таргос–Тевель–Тормаш та подібні топоніми — були особливо зосереджені на території пізнішого повіту Толна та сформували свого роду етнічний антецедент, коли система повіту була організована на кровних зв'язках.

## Походження його імені
Зрештою, слово terem («палац») грецького походження поширилося також серед тюркських народів, де termecsü стало почесним іменем зі значенням «палацовий граф», «палатин» і таким чином стало особистим іменем. Титул termecsü опосередковано пов'язаний із титулом termecs ~ tarmacs, зафіксованим у хазар у 730 році.